# Biophilia
Biophilia – siódmy studyjny album islandzkiej piosenkarki i kompozytorki Björk. Wydawnictwo ukazało się 10 października 2011 roku nakładem wytwórni muzycznej
One Little Indian.
Jest to pierwszy w historii muzyki album wydany w postaci aplikacji na urządzenia mobilne.

## Lista utworów
Materiał z nadchodzącej płyty Björk zaprezentowała podczas sześciu koncertów między 27 czerwca a 16 lipca 2011 na Manchester International Festival.
1. "Moon" (Björk, Damian Taylor) – 5:45
2. "Thunderbolt" (Björk, Oddný Eir Ævarsdóttir) – 5:15
3. "Crystalline" (Björk) – 5:08
4. "Cosmogony" (Björk, Sjón) – 5:00
5. "Dark Matter" (Björk, Mark Bell) – 3:22
6. "Hollow" (Björk) – 5:49
7. "Virus" (Björk, Sjón) – 5:26
8. "Sacrifice" (Björk) – 4:02
9. "Mutual Core" (Björk) – 5:06
10. "Solstice" (Björk, Sjón) – 4:41